# Centrale nucléaire de Kashiwazaki-Kariwa
La centrale nucléaire de Kashiwazaki-Kariwa (柏崎刈羽原子力発電所, Kashiwazaki-Kariwa genshiryoku-hatsudensho), est une centrale nucléaire à l'arrêt, située dans la préfecture de Niigata, au Japon, dont le propriétaire et exploitant est la compagnie d'électricité de Tokyo (TEPCO).
La centrale se situe à cheval sur les communes de Kashiwazaki et Kariwa, dans la préfecture de Niigata à 250 km au nord de Tōkyō, elle regroupe sept réacteurs nucléaires, et elle est la plus puissante au monde avec une puissance installée totale de 8 212 mégawatts (soit 13 % de la capacité de production de la compagnie TEPCO).
À la suite de l'accident nucléaire de Fukushima, la centrale est arrêtée comme toutes les centrales nucléaires japonaises. Début 2023, aucun des réacteurs de la centrale n'a encore reçu l'autorisation de redémarrer.

## Historique
Les sept réacteurs nucléaires sont du type REB. Les cinq premiers ayant une puissance électrique unitaire de 1 100 MW. Ils ont été mis en service respectivement en 1985 pour le réacteur n°1, 1990 pour les n°2 et 5, 1993 pour le n°3 et 1994 pour le n°4. Les deux derniers réacteurs, de type ABWR ayant une puissance électrique unitaire de 1 356 MW, ont été mis en service en 1996 (n°6) et 1997 (n°7).

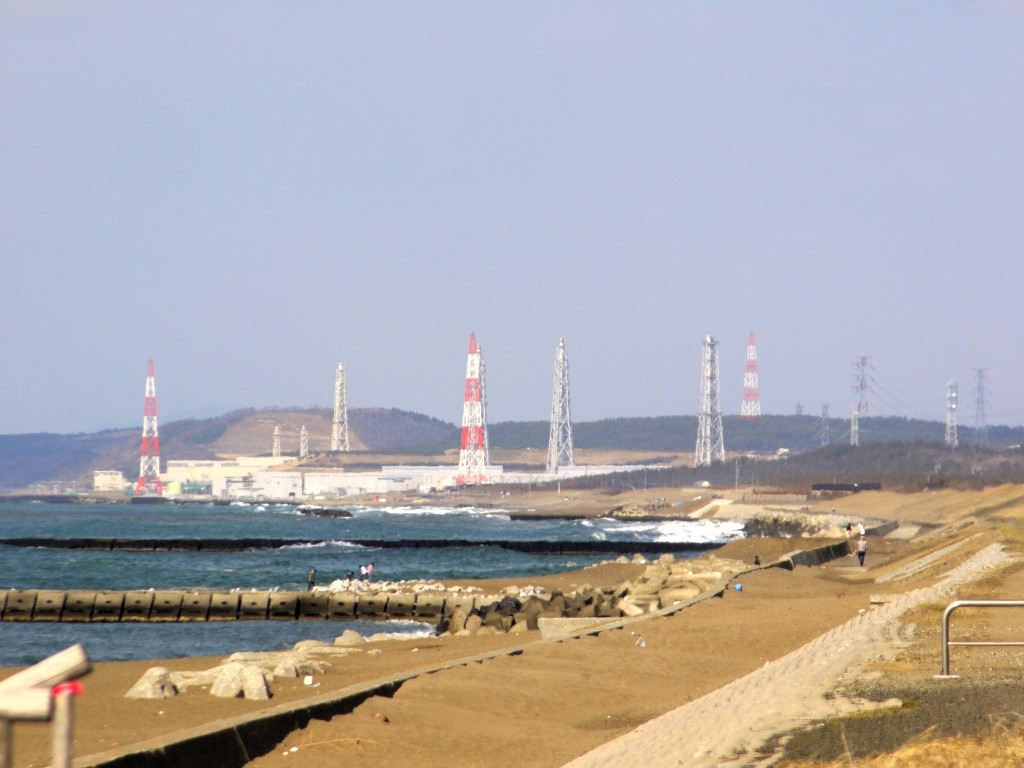

### Séisme de juillet 2007
La centrale a subi un tremblement de terre de magnitude 6,8 en juillet 2007 qui a provoqué un incendie et des fuites d'eau contenant des éléments radioactifs. 
Les conséquences radiologiques de ce séisme apparaissent très faibles :
- des fûts de déchets de faible activité (genre fûts pétroliers) gerbés sont renversés dans le hangar où ils étaient entreposés ;
- une piscine de désactivation a débordé et l’eau a été rejetée en mer[4] ;
- de la vapeur s'est dégagée le long d’un arbre de turbine[4];
- des gaz radioactifs (cobalt 60, chrome-51 et iode) ont été relâchés dans l'atmosphère[5].

À la suite de ce séisme les réacteurs de la centrale ont été arrêtés le 18 juillet. Le coût total du séisme pour la centrale est évalué à plus de 600 milliards de yens (plus de 3,6 milliards d'euros) sur l'année comptable qui prend fin en mars 2008, entraînant un déficit de 95 milliards de yens (570 millions d'euros) pour cette même année.
À noter que la Haute Cour de Justice de Tokyo avait rejeté une remise en cause en 2005 de la fiabilité des études sismiques qui constataient l'absence de faille sur le site de la centrale, évitant ainsi à TEPCO d'avoir à fermer la centrale.
Alors que la centrale est arrêtée depuis le tremblement de terre, 8 incendies se sont déclarés dans les différentes unités, dont le dernier a brûlé un ouvrier au visage. Pour autant, les autorités avaient donné le feu vert en février 2009 pour le redémarrage de l'unité n°7.
Après leur arrêt total le 16 juillet 2007 en raison d'un séisme de magnitude 6,8 sur l'échelle de Richter, ces réacteurs ont été relancés le 9 mai 2009 et ont été soumis à des tests avant une remise en service durant l'été 2009, après que TEPCO a pu démontrer qu'il n'y a pas eu de dommages structurels importants.

### Conséquences de l'accident de Fukushima
Après la mise à l’arrêt des 7 tranches à la suite de l’accident nucléaire de Fukushima en mars 2011, l'autorité japonaise de régulation nucléaire estime, en septembre 2017, que les réacteurs nucléaires des tranches 6 et 7 sont techniquement conformes aux nouvelles normes imposées après Fukushima.
L’exploitant prévoyait alors de redémarrer les tranches 6 et 7 en 2019.
En octobre 2017, la NRA (l’autorité de sûreté nucléaire japonaise) approuve les modifications proposées par Tepco pour respecter de nouvelles normes de sécurité. La mise en œuvre de ces modifications sur la tranche 7, dont un mur anti tsunami de 15 m de haut, est terminée en janvier 2021. Le feu vert des autorités locales est néanmoins encore requis pour le redémarrage du réacteur.
En décembre 2023, l’Autorité de régulation nucléaire du Japon lève l'interdiction pour Tepco de transporter du combustible d’uranium ou de charger des barres de combustible dans les réacteurs dans la centrale.

## Interdiction du MOX
Selon la porte-parole japonaise de Greenpeace, Kazue Suzuki, l'utilisation du MOX réduit « la marge de sécurité du réacteur nucléaire (...) dans la mesure où le plutonium réagit plus rapidement que l'uranium. » En mai 2001, un référendum organisé dans le village de Kariwa (3605 électeurs) s'est prononcé à 53 % contre l'utilisation du combustible MOX par la centrale nucléaire. 
En août 2002, l'Agence japonaise de sûreté nucléaire (qui dépend du ministère) a révélé que TEPCO a dissimulé de nombreux rapports d'inspection dans la centrale de Kashiwazaki-Kariwa. À la suite des révélations sur les dissimulations, le gouverneur de la préfecture de Niigata et les maires de la ville de Kashiwazaki et du village de Kariwa ont retiré leur aval à l'utilisation du combustible MOX, obtenu après de laborieuses négociations avec les populations locales, estimant que la compagnie d'électricité « avait détruit le rapport de confiance mutuelle par des agissements malhonnêtes ». Avant d'annoncer sa démission, le président de TEPCO, Nobuya Minami, a déclaré que l'utilisation du MOX dans la centrale de Kashiwazaki-Kariwa était différée indéfiniment.